# Бе-Хаалотха
Бе-Хаалотха (ивр. בְּהַעֲלֹתְךָ‎) — одна из 54 недельных глав-отрывков, на которые разбит текст Пятикнижия (Хумаша). 36-й раздел Торы, 3-й раздел книги Чисел.

## Краткое содержание
Первосвященник Аарон получает повеление о зажигании лампад Меноры, и колено Леви посвящается в служение в Святилище. Для тех, кто был не в состоянии принести пасхальную жертву, так как был ритуально нечист или был в дороге, даётся закон о Втором Песахе. Всевышний сообщает Моше указания о том, каков должен быть порядок во время странствий по пустыне при отправлении в путь и при расположении на стоянку. С соблюдением указанного порядка народ Израиля отправляется в путь от горы Синай, где они располагались станом почти год.
Недовольный «небесным хлебом» народ ропщет и требует от Моше обеспечить их мясом. Моше назначает 70 старейшин, на которых снисходит пророческий дух, в помощь себе для управления народом. Мирьям в разговоре с Аароном плохо отзывается о Моше и в наказание поражается проказой. Моше молится об её исцелении и весь народ в течение семи дней не двигается с места, ожидая её выздоровления.